# 13178 Catalan
13178 Catalan (tên chỉ định: 1996 HF18) là một tiểu hành tinh vành đai chính. Nó được phát hiện bởi Eric Walter Elst ở Đài thiên văn La Silla ở Chile ngày 18 tháng 4 năm 1996. Nó được đặt theo tên Eugène Charles Catalan, a French-Belgian nhà toán học of the 19th century.